# Compsophila iocosma
Compsophila iocosma là một loài bướm đêm trong họ Crambidae.